# Речани (Рабетинкол)
Вижте пояснителната страница за други значения на Речани.
Речани или Челопечко Речани (изписване до 1945 Рѣчани, на македонска литературна норма: Речани) е село в Северна Македония, в община Кичево.

## География
Разположено е в областта Рабетинкол в западното подножие на Песяк.

## История
В XIX век Речани е село в Кичевска каза на Османската империя. В „Етнография на вилаетите Адрианопол, Монастир и Салоника“, издадена в Константинопол в 1878 година и отразяваща статистиката на населението от 1873 година, Речани (Rétchani) е посочено като село с 9 домакинства с 38 жители македонци.
Според статистиката на Васил Кънчов („Македония. Етнография и статистика“) към 1900 година в Рабетинско Речани живеят 120 македонци християни.
На Етнографската карта на Битолския вилает на Картографския институт в София от 1901 година Рабетинско Речани е чисто българско село в Кичевската каза на Битолския санджак с 15 къщи.
Цялото християнско население на селото е под върховенството на Българската екзархия. По данни на секретаря на екзархията Димитър Мишев („La Macédoine et sa Population Chrétienne“) в 1905 година в Речани има 128 македонци екзархисти.
След Междусъюзническата война в 1913 година селото попада в Сърбия.
На етническата си карта на Северозападна Македония в 1929 година Афанасий Селишчев отбелязва Речани чифлик като македонско село.
Според преброяването от 2002 година селото има 22 жители македонци.
От 1996 до 2013 година селото е част от община Вранещица.